# Arajik Harutiunian
Arajik Harutiunian, orm. Արայիկ Հարությունյան (ur. 14 grudnia 1973 w Stepanakercie) – karabachski polityk narodowości ormiańskiej, ekonomista, bankowiec, doktor nauk technicznych, premier Górskiego Karabachu w latach 2007–2017, następnie do 2018 minister stanu Górskiego Karabachu. Prezydent Górskiego Karabachu od 21 maja 2020 do rezygnacji w dniu 1 września 2023.

## Wykształcenie
Arajik Harutiunian w 1990 ukończył profil matematyczno-fizyczny w szkole średniej w Stepanakert. W tym samym roku rozpoczął studia w Instytucie Gospodarki Narodowej w Erywaniu. W 1994 przeniósł się na Wydział Ekonomii Państwowego Uniwersytetu Karabachu, który ukończył w 1995. W latach 1996–1998 odbył studia podyplomowe z dziedziny ekonomii. W 2013 roku obronił doktorat z zakresu nauk technicznych.

## Kariera zawodowa
W latach 1995–1997 był asystentem ministra finansów i gospodarki Górskiego Karabachu. Od 1997 do 1999 pracował jako bankowiec w banku Hayagrobank w prowincji Askeran, a od 1999 do 2004 w jego placówce w Stepanakert.

## Kariera polityczna
W 1992 brał udział w walkach niepodległościowych Armii Obrony Górskiego Karabachu. W życie polityczne zaangażował się w 2004, kiedy poparł jednego z kandydatów w wyborach burmistrza Stepanakert.
W 2005 założył własną partię Wolna Ojczyzna (Ազատ Հայրենիք – Azat Hayrenik), zostając jednym z jej czterech współprzewodniczącym. W wyborach w czerwcu 2005 ugrupowanie zajęło drugie miejsce, zdobywając 10 z 33 miejsc w parlamencie Republiki Górskiego Karabachu. W parlamencie Harutiunian został przewodniczącym komisji finansów, budżetu i gospodarki. W 2007 i w 2009 roku wybrany na przewodniczącego partii.

## Premier
Po rezygnacji z urzędu premiera przez Anuszawana Danijeljana 7 września 2007, prezydent Bako Saakjan przedstawił jego kandydaturę do stanowiska nowego szefa rządu. 14 września 2007 została ona jednogłośnie zatwierdzona przez parlament, a Harutiunian został oficjalnie zaprzysiężony na nowym stanowisku.
W wyborach parlamentarnych w maju 2010 Wolna Ojczyzna zdobyła 14 spośród 33 mandatów w parlamencie. W roku 2012 ponownie wybrany premierem. W 2015 partia zwiększyła liczbę posiadanych mandatów do 15.
25 września 2017 roku na skutek poprawki konstytucyjnej zlikwidowano stanowisko premiera Górskiego Karabachu. Jednocześnie tego samego dnia Harutiunian został powołany na nowo utworzone stanowisko ministra stanu. Pełnił je do 8 czerwca 2018.

## Życie prywatne
Arajik Harutiunian ma przydomek Bank Arajik (Banki Arayiki), wywodzący się od jego wcześniejszej pracy w sektorze bankowym. Jest żonaty, ma dwoje dzieci.
W 2016 roku odznaczony Medalem Grzegorza Oświeciciela z okazji 25 rocznicy proklamacji niepodległości.